# Paz de Bautzen

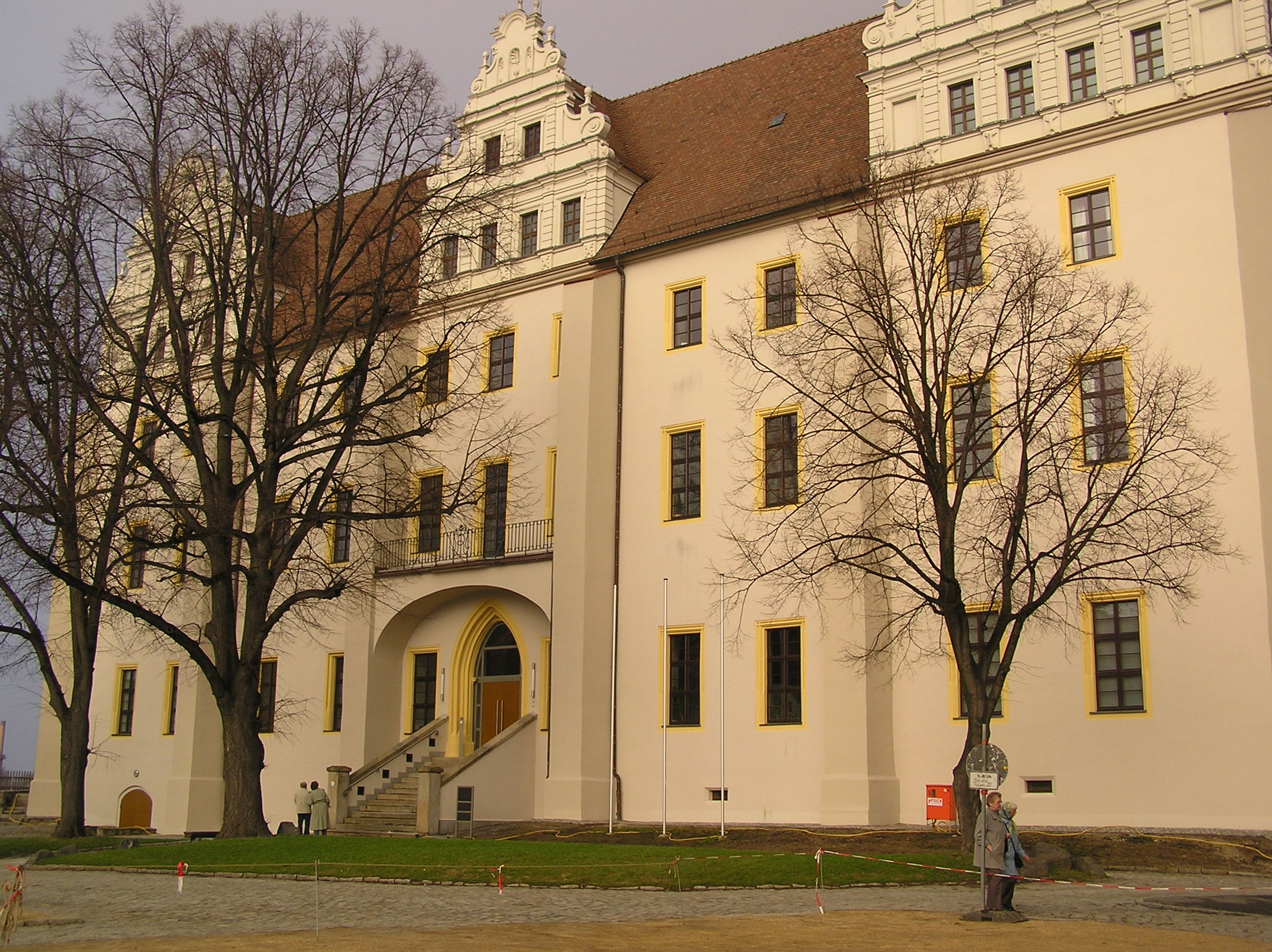
Castillo de Ortenburgo, lugar donde se firmó el tratado.

La Paz de Bautzen fue un convenio firmado el 30 de enero de 1018 entre el Emperador del Sacro Imperio Romano Germánico sajón Enrique II y el duque de la dinastía Piasta polaca Boleslao I de Polonia. El tratado, establecido en la ciudad alemana de Bautzen, puso fin a las guerras polaco-alemanas libradas desde 1002, enfrentamientos que pretendían hacerse con el control de Lusacia y Alta Lusacia, al igual que otros territorios como Bohemia, Moravia o Eslovaquia.
El tratado de paz firmado entre Enrique II y Boleslao I de Polonia puso fin a quince años de guerra continua entre los dos soberanos; de igual forma, cerró las negociaciones que el emperador había iniciado en 1003 con los lusacios. Por temor de la guerra permanente que ocurrió después de la Paz de Merseburg el 1013, Enrique deseaba hacer las paces con el reino de Polonia, ya que Boleslao se había apoderado de los territorios de Lusacia, Moravia y Bohemia. A pesar de las pérdidas territoriales que este tratado contemplaba, la paz frenaba los conflictos del frente oriental del Sacro Imperio Romano Germánico y permitir al soberano concentrarse en la reunificación del Imperio, que se había entonces escindido en dos partes. Así pretendía alcanzar el título de Emperador romano universal, ya codiciado antes por su predecesor Otón III. Este tratado, redactado con la ayuda del arzobispo Tagino de Magdeburgo, mostró la habilidad diplomática de Boleslao, que resultó el vencedor de las negociaciones y además obtuvo la aceptación de la independencia del reino de Polonia por parte de sus vecinos del oeste, con quienes fortaleció los lazos dinásticos gracias a su boda con Oda, hija de Eckhard I de Meissen. Con la ayuda de diversos contingentes de tropas alemanas y húngaras fue capaz, más adelante, de capturar Kiev en el verano de 1018 y ocupó la ciudad durante seis meses. Como aliado del Emperador, Boleslao tuvo la oportunidad de enfrentarse contra el gran príncipe de Nóvgorod y Rus de Kiev Yaroslav I el Sabio.